# 外旭川
外旭川（そとあさひかわ）は、秋田県秋田市の大字。住居表示未実施地区。また、住居表示実施済み地区である外旭川八幡田（そとあさひかわはちまんでん）と外旭川八柳（そとあさひかわやつやなぎ）を含めた広域地域名としても使われる。郵便番号は大字外旭川010-0802、外旭川八幡田010-0804、外旭川八柳010-0803。大字外旭川と各町を合わせた人口は12,334人（2020年10月1日現在、国勢調査による）。
本項では、1954年（昭和29年）10月1日に秋田市へ編入された南秋田郡外旭川村、及び秋田市編入時に外旭川として統合され廃止された大字である神田（かんだ）、笹岡（ささおか）、水口（みのくち）、八柳（やつやなぎ）についても併せて解説する。

## 地理
秋田市の北部に位置する。東部から北部にかけて丘陵地となっており、中央は広大な農地に、南部は新興住宅地になっている。南端付近をJR東日本奥羽本線が通り、秋田貨物駅が設置されている。北東部を秋田自動車道が通過している。
北は上新城中（字南波掛）、上新城道川（字長沼、字出崎、字二ツ沼、字鳥木沢、字大沢）、東は濁川（字西沢、字腰巻沢、字鎌ノ沢、字井戸尻、字後田、字堀尾田）、南は泉（字五庵山、字三嶽根）、泉三嶽根、泉釜ノ町、泉菅野二丁目・一丁目、泉（字登木）、西は寺内（字イサノ、字三千刈）、寺内高野、将軍野南四丁目・五丁目、将軍野向山、将軍野桂町、将軍野青山町、寺内（字通穴）、飯島（字田尻堰越）、将軍野堰越、飯島（字大袋、字南場掛、字東上谷地、字東中谷地、字船堰外谷地、字潟端）、下新城岩城（字糠塚）に接する。

### 小字
旧大字神田に6、旧大字笹岡に10、旧大字水口に5、旧大字八柳に19、計40の小字が設置されていたが、字向山は住居表示実施に伴う区画整理で全域が他地区へ編入され消滅した。
- 旧大字神田
  - 字一ノ堰（いちのせき）
  - 字大堤（おおつつみ）
  - 字梶ノ目（かじのめ）
  - 字神田（かんだ）
  - 字木崎（きざき）
  - 字三ノ堰（さんのせき）
- 旧大字笹岡
  - 字家ノ前（いえのまえ）
  - 字一本木（いっぽんぎ）
  - 字蒲沼（がまぬま）
  - 字君ケ沢（きみがさわ）
  - 字土手下（どてした）
  - 字鳥屋坂（とりやざか）
  - 字二ツ沼（ふたつぬま）
  - 字箒台（ほうきだい）
  - 字万治沢（まんじさわ）
  - 字南沢（みなみざわ）
- 旧大字水口
  - 字大畑（おおはた）
  - 字三千刈（さんぜんがり）
  - 字八幡田（はちまんでん）
  - 字水口（みのくち）
  - 字山崎（やまざき）
- 旧大字八柳
  - 字大樋（おおとよ）
  - 字大谷地（おおやち）
  - 字潟堰下（かたせきした）
  - 字潟ノ前（かたのまえ）
  - 字小谷地（こやち）
  - 字在家（ざいけ）
  - 字三後田（さんごでん）
  - 字神宮田（じんぐうでん）
  - 字田中（たなか）
  - 字朝鮮（ちょうせん）
  - 字堂ノ前（どうのまえ）
  - 字鳥谷場（とりやば）
  - 字中谷地（なかやち）
  - 字野村（のむら）
  - 字前谷地（まえやち）
  - 字待合（まちあい）
  - 字松崎（まつざき）
  - 字向山（むかいやま） - 昭和53年4月1日消滅
  - 字四百刈（よんひゃくがり）

### 河川
- 草生津川

### 丘陵
- 袴越山 (71.1m)

## 産業

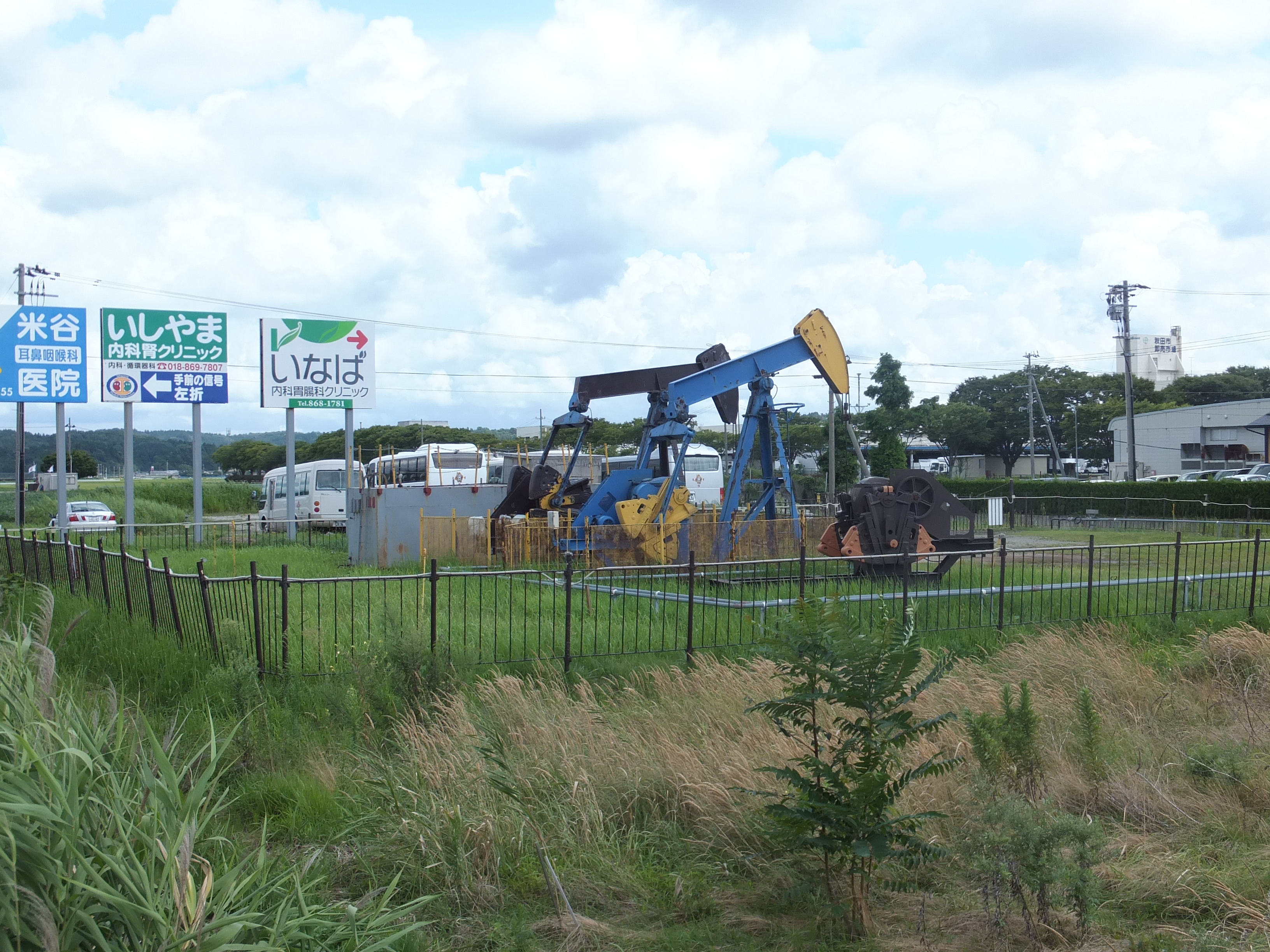
秋田市外旭川で現在も稼働中の油井

農業地帯であり、区画整理された水田が広範囲に広がっている。かつては八橋油田の一部である油井があり、農地の中に櫓が多数立つ光景が見られた。現在ではほとんどが廃止され面影もないが、数基の石油掘削ユニットが設置・稼働し、当地域の景観の特徴となっている。
南西部の字待合、字四百刈に秋田市公設地方卸売市場（水産及び青果）及び秋田市中央卸売市場（花卉）で構成される秋田市卸売市場があり、秋田市で流通する畜産を除く生鮮食料品等の取引を一手に担っている。

## 世帯数と人口
2020年（令和2年）10月1日現在の世帯数と人口は以下の通りである。
| 小字                        | 世帯数    | 人口    |
| --------------------------- | --------- | ------- |
| 外旭川字家ノ前              | 40世帯    | 120人   |
| 外旭川字大堤                | 20世帯    | 51人    |
| 外旭川字大畑                | 146世帯   | 307人   |
| 外旭川字大谷地              | 164世帯   | 401人   |
| 外旭川字梶ノ目              | 421世帯   | 1,016人 |
| 外旭川字潟堰下              | 18世帯    | 40人    |
| 外旭川字蒲沼 外旭川字土手下 | 8世帯     | 19人    |
| 外旭川字神田                | 441世帯   | 1,150人 |
| 外旭川字小谷地              | 78世帯    | 164人   |
| 外旭川字在家                | 39世帯    | 84人    |
| 外旭川字三後田              | 143世帯   | 576人   |
| 外旭川字三千刈              | 375世帯   | 729人   |
| 外旭川字神宮田              | 21世帯    | 46人    |
| 外旭川字田中                | 39世帯    | 81人    |
| 外旭川字朝鮮                | 22世帯    | 66人    |
| 外旭川字堂ノ前              | 106世帯   | 241人   |
| 外旭川字鳥谷場              | 333世帯   | 723人   |
| 外旭川字中谷地              | 8世帯     | 20人    |
| 外旭川字野村                | 199世帯   | 360人   |
| 外旭川字八幡田              | 436世帯   | 974人   |
| 外旭川字前谷地              | 218世帯   | 522人   |
| 外旭川字待合                | 34世帯    | 74人    |
| 外旭川字松崎                | 57世帯    | 123人   |
| 外旭川字水口                | 230世帯   | 576人   |
| 外旭川字南沢                | 24世帯    | 58人    |
| 外旭川字山崎                | 166世帯   | 418人   |
| 外旭川字四百刈              | 24世帯    | 48人    |
| 計                          | 3,804世帯 | 8,981人 |

## 歴史
外旭川は、1889年（明治22年）の町村制施行時に、神田村（かんだむら）・笹岡村（ささおかむら）・水口村（みのくちむら）・八柳村（やつやなぎむら）の4村をもって発足した外旭川村に由来する地区である。名称は、旭川の上・中流域に設置された上旭川村、下流域に設置された下旭川村に対し外側に位置することから名付けられた。
外旭川村において旧4村は大字として継承されたが、1954年（昭和29年）の秋田市編入時に大字外旭川として統合された。その後、秋田市街中心部や土崎港地区などの都市部や幹線道路に面した部分で宅地化が進行するに伴い、一部が外旭川八幡田、外旭川八柳、あるいは将軍野地区などの新たな町丁へ分割されている。

### 旧4大字
外旭川の基となった神田、笹岡、水口、八柳は、いずれも江戸時代を通じて久保田藩領の農村であった。
神田村は、堪田とも書かれ、中世以前に古四王神社の神田として開発された。
笹岡村は、草生津川の水源の1つである笹岡潟があり、太古には飯島方面から海が湾入していたという言い伝えがある。日吉八幡神社が最初に鎮座した地ともいわれ、また文化期の菅江真澄による遺跡描写から館と館林もあったとされる。「秋田家分限帳写」に「笹国村 251石余」とあるのが初見史料である。
水口村は、水ノ口（みのぐち）とも呼ばれ、穴堰で旭川の水を引いた用水口にあたり、中世から開発が行われていた。但し「享保郡邑記」によると、元禄3年（1690年）に寺内村のうち668石余が帳分けされ、川尻村枝郷のうち49石余を移管した枝郷山崎と合わせて、宝永2年（1702年）に黒印を受け成立したとなっている。
八柳村は、古代の一ノ坪条里制地帯として開発された。「豊臣秀頼朱印蔵入帳写」に「八柳村 348石」とあるのが初見史料で、「秋田風土記」によると秋田実季の家臣である八柳氏の古城があったという。
| 史料                                                        | 神田村                                                      | 笹岡村                                                    | 水口村                                                     | 八柳村                                                    |
| ----------------------------------------------------------- | ----------------------------------------------------------- | --------------------------------------------------------- | ---------------------------------------------------------- | --------------------------------------------------------- |
| 豊臣秀吉朱印蔵入帳写 （天正19年正月17日） （1591年2月10日） |                                                             |                                                           |                                                            | 348石、 慶長2年物成80石、 慶長3年物成50石                 |
| 秋田家分限帳写 （文禄元年8月22日） （1592年9月27日）        |                                                             | 笹国村 251石余                                            |                                                            | 795石余                                                   |
| 秋田家分限帳 （慶長6年）                                    |                                                             |                                                           |                                                            | 775石                                                     |
| （慶長8年）                                                 | 村高495石余                                                 | 村高15石余                                                | 村高623石余                                                | 村高410石余                                               |
| 正保国絵図                                                  | 本田当高445石                                               | 笹岡新田村 本田当高41石                                   |                                                            | 本田当高355石                                             |
| 元禄七郡絵図                                                | 435石余                                                     | 笹岡新田村 90石                                           | 水口新田村 727石余                                         | 350石余                                                   |
| 享保黒印高帳                                                | 村高862石余、当高743石余 （うち本田496、本田並153、新田94） | 村高198石余、当高120石余 （うち本田11、本田並47、新田62） | 村高656石余、当高733石余 （うち本田700、本田並15、新田18） | 村高609石余、当高570石 （うち本田424、本田並117、新田29） |
| 享保郡邑記                                                  | 73軒（うち枝郷8ヶ村分58）                                   | 22軒（うち枝郷1ヶ村分5）                                  | 57軒（うち枝郷3ヶ村分37）                                  | 79軒（うち枝郷5ヶ村分63）                                 |
| 寛政村附帳                                                  | 親郷川尻村の寄郷 当高741石（うち蔵分471、給分270）          | 親郷泉村の寄郷 当高145石余（すべて給分）                  | 親郷泉村の寄郷 当高736石余（うち蔵分626、給分110）         | 親郷泉村の寄郷 当高513石余（うち蔵分418、給分95）         |
| 秋田風土記                                                  | 743石、73戸                                                 |                                                           | 733石余、戸数60 （枝郷3ヶ村を含む）                        | 高599石余、戸数79 （枝郷3ヶ村を含む）                     |
| 天保郷帳                                                    | 345人、743石余                                              | 120石余                                                   | 733石余                                                    | 569石余                                                   |
| 羽陰温故誌                                                  |                                                             |                                                           | 人口300、馬60                                              | 人口400、馬68                                             |

### 沿革
- 1622年（元和8年） - 八柳村と近隣3ヶ村が添川山用水の利用を陳情し許可される（梅津政景日記）[10]。
- 1625年（寛永2年） - 神田村・八柳村と近隣3ヶ村が愁訴一揆を起こし、7割5分の重課を1割引き下げさせることに成功（梅津政景日記）[7][10]。
- 1873年（明治6年）3月 - 大区小区制の改正が行われ、神田村・笹岡村・水口村・八柳村は秋田県第1大区6小区に属す[11]。
- 1877年（明治10年） - 神田学校（現在の秋田市立外旭川小学校）が開校。
- 1884年（明治17年） - 郡区町村編制法の下で、神田村・笹岡村・水口村・八柳村が連合。戸長役場は神田村に設置される。
- 1887年（明治20年） - 組合4ヶ村の戸数296、人口1,883人（地方行政区画便覧）[7]。
- 1889年（明治22年）4月1日 - 町村制施行に伴い、神田村・笹岡村・水口村・八柳村の区域をもって南秋田郡外旭川村を設置。旧4村は大字となる。
  - 水口村は単独立村を主張した[12]。また、神田村・笹岡村・八柳村は「曽登旭川村」の名を主張した[13]。しかし県が合併枠の変更・名称変更とも認めず、4村合併による外旭川村発足となった。
- 1891年（明治24年） - この時点で戸数281、人口1,934人、田地562町、畑地23町、宅地19町、雑種地63町（秋田県史町村要覧）[6]。
- 1910年（明治43年） - この時点で戸数332、人口2,221人（第5回県統計摘要）[6]。
- 1923年（大正12年） - この時点で戸数395、人口2,407人（県戸口統計）[6]。
- 1941年（昭和16年） - 帝国石油が八橋油田の新油脈開発のため試掘を行う[14]。
- 1944年（昭和19年）3月31日 - 奥羽本線に八幡田信号場が開設される。
- 1947年（昭和22年） - 外旭川村立外旭川中学校（現在の秋田市立外旭川中学校）が開校。
- 1950年（昭和25年） - 中学校校舎から出火し、小・中併設校舎と村役場を焼失。半年後に小・中独立校舎を、1年後に役場を再建[14]。
- 1954年（昭和29年）10月1日 - 外旭川村が南秋田郡太平村・飯島村・下新城村・上新城村、河辺郡浜田村・豊岩村・四ツ小屋村・上北手村・下北手村・仁井田村、由利郡下浜村と共に秋田市へ編入され、外旭川村廃止。
  - 編入後は「外旭川」が大字となり、旧4大字は消滅[6][15]。
- 1960年（昭和35年）8月1日 - 八幡田信号場が操車場に昇格し、秋田操車場となる。
- 1964年（昭和39年）10月1日 - 秋田操車場が貨物駅に昇格し、秋田操駅となる。
- 1975年（昭和50年）3月 - 秋田中央卸売市場（青果部、水産物部）が開設される。
- 1990年（平成2年）3月10日 - 秋田操駅が秋田貨物駅に改称される。
- 1992年（平成4年）4月 - 秋田中央卸売市場に花き部が新設される。
- 1997年（平成9年）10月1日 - 住居表示実施に伴い、外旭川八幡田、外旭川八柳が成立。
- 2012年（平成24年）4月 - 秋田市中央卸売市場の水産及び青果部門が中央卸売市場資格を返上し、秋田市公設地方卸売市場となったことにともない、花卉部門のみ秋田市中央卸売市場のままとなった、二つの市場の総称として、秋田市卸売市場を名乗るようになった。なお、公設地方卸売市場については、指定管理者制導入を開始した。
- 2021年（令和3年）3月13日 - 泉外旭川駅が開業。外旭川方面に外旭川駅前広場が開場。

### 町域・字域の変遷
以下はすべて住居表示実施に伴う変更。
| 実施後             | 実施年月日     | 実施前（各字ともその一部）                       |
| ------------------ | -------------- | ------------------------------------------------ |
| 外旭川八幡田一丁目 | 平成9年10月1日 | 外旭川字梶ノ目 そとあさひかわ あざかじのめ       |
| 外旭川八幡田一丁目 | 平成9年10月1日 | 外旭川字八幡田 そとあさひかわ あざはちまんでん   |
| 外旭川八幡田二丁目 | 平成9年10月1日 | 外旭川字梶ノ目 そとあさひかわ あざかじのめ       |
| 外旭川八幡田二丁目 | 平成9年10月1日 | 外旭川字八幡田 そとあさひかわ あざはちまんでん   |
| 外旭川八幡田二丁目 | 平成9年10月1日 | 外旭川字松崎 そとあさひかわ あざまつざき         |
| 外旭川八柳一丁目   | 平成9年10月1日 | 外旭川字在家 そとあさひかわ あざざいけ           |
| 外旭川八柳一丁目   | 平成9年10月1日 | 外旭川字八幡田 そとあさひかわ あざはちまんでん   |
| 外旭川八柳一丁目   | 平成9年10月1日 | 外旭川字松崎 そとあさひかわ あざまつざき         |
| 外旭川八柳一丁目   | 平成9年10月1日 | 寺内字三千刈 てらうち あざさんぜんがり           |
| 外旭川八柳二丁目   | 平成9年10月1日 | 外旭川字梶ノ目 そとあさひかわ あざかじのめ       |
| 外旭川八柳二丁目   | 平成9年10月1日 | 外旭川字在家 そとあさひかわ あざざいけ           |
| 外旭川八柳二丁目   | 平成9年10月1日 | 外旭川字松崎 そとあさひかわ あざまつざき         |
| 外旭川八柳三丁目   | 平成9年10月1日 | 外旭川字在家 そとあさひかわ あざざいけ           |
| 外旭川八柳三丁目   | 平成9年10月1日 | 外旭川字三後田 そとあさひかわ あざさんごでん     |
| 外旭川八柳三丁目   | 平成9年10月1日 | 外旭川字神宮田 そとあさひかわ あざじんぐうでん   |
| 外旭川八柳三丁目   | 平成9年10月1日 | 外旭川字田中 そとあさひかわ あざたなか           |
| 外旭川八柳三丁目   | 平成9年10月1日 | 外旭川字堂ノ前 そとあさひかわ あざどうのまえ     |
| 外旭川八柳三丁目   | 平成9年10月1日 | 外旭川字松崎 そとあさひかわ あざまつざき         |
| 外旭川八柳三丁目   | 平成9年10月1日 | 外旭川字四百刈 そとあさひかわ あざよんひゃくがり |

| 実施前         | 実施年月日             | 実施後                                                    |
| -------------- | ---------------------- | --------------------------------------------------------- |
| 外旭川字大畑   | 平成10年10月1日        | 泉菅野一丁目 いずみすがのいっちょうめ                     |
| 外旭川字大畑   | 平成10年10月1日        | 泉菅野二丁目 いずみすがのにちょうめ                       |
| 外旭川字大畑   | （残存）外旭川字大畑   |                                                           |
| 外旭川字梶ノ目 | 平成9年10月1日         | 外旭川八幡田一丁目 そとあさひかわはちまんでんいっちょうめ |
| 外旭川字梶ノ目 | 平成9年10月1日         | 外旭川八幡田二丁目 そとあさひかわはちまんでんにちょうめ   |
| 外旭川字梶ノ目 | 平成9年10月1日         | 外旭川八柳二丁目 そとあさひかわやつやなぎにちょうめ       |
| 外旭川字梶ノ目 | （残存）外旭川字梶ノ目 |                                                           |
| 外旭川字在家   | 平成9年10月1日         | 外旭川八柳一丁目 そとあさひかわやつやなぎいっちょうめ     |
| 外旭川字在家   | 平成9年10月1日         | 外旭川八柳二丁目 そとあさひかわやつやなぎにちょうめ       |
| 外旭川字在家   | 平成9年10月1日         | 外旭川八柳三丁目 そとあさひかわやつやなぎさんちょうめ     |
| 外旭川字在家   | （残存）外旭川字在家   |                                                           |
| 外旭川字三後田 | 平成9年10月1日         | 外旭川八柳三丁目 そとあさひかわやつやなぎさんちょうめ     |
| 外旭川字三後田 | （残存）外旭川字三後田 |                                                           |
| 外旭川字三千刈 | 平成10年10月1日        | 泉菅野一丁目 いずみすがのいっちょうめ                     |
| 外旭川字三千刈 | 平成11年10月1日        | 泉菅野一丁目 いずみすがのいっちょうめ                     |
| 外旭川字三千刈 | （残存）外旭川字三千刈 |                                                           |
| 外旭川字神宮田 | 平成9年10月1日         | 外旭川八柳三丁目 そとあさひかわやつやなぎさんちょうめ     |
| 外旭川字神宮田 | （残存）外旭川字神宮田 |                                                           |
| 外旭川字田中   | 平成9年10月1日         | 外旭川八柳三丁目 そとあさひかわやつやなぎさんちょうめ     |
| 外旭川字田中   | （残存）外旭川字田中   |                                                           |
| 外旭川字朝鮮   | 昭和53年4月1日         | 将軍野桂町 しょうぐんのかつらちょう                       |
| 外旭川字朝鮮   | 昭和53年4月1日         | 将軍野向山 しょうぐんのむかいやま                         |
| 外旭川字朝鮮   | （残存）外旭川字朝鮮   |                                                           |
| 外旭川字堂ノ前 | 平成9年10月1日         | 外旭川八柳三丁目 そとあさひかわやつやなぎさんちょうめ     |
| 外旭川字堂ノ前 | （残存）外旭川字堂ノ前 |                                                           |
| 外旭川字野村   | 昭和43年8月1日         | 将軍野南四丁目 しょうぐんのみなみよんちょうめ             |
| 外旭川字野村   | 平成15年10月1日        | 寺内高野 てらうちこうや                                   |
| 外旭川字野村   | （残存）外旭川字野村   |                                                           |
| 外旭川字八幡田 | 平成10年10月1日        | 泉菅野一丁目 いずみすがのいっちょうめ                     |
| 外旭川字八幡田 | 平成9年10月1日         | 外旭川八幡田一丁目 そとあさひかわはちまんでんいっちょうめ |
| 外旭川字八幡田 | 平成9年10月1日         | 外旭川八幡田二丁目 そとあさひかわはちまんでんにちょうめ   |
| 外旭川字八幡田 | 平成9年10月1日         | 外旭川八柳一丁目 そとあさひかわやつやなぎいっちょうめ     |
| 外旭川字八幡田 | （残存）外旭川字八幡田 |                                                           |
| 外旭川字前谷地 | 昭和53年4月1日         | 将軍野桂町 しょうぐんのかつらちょう                       |
| 外旭川字前谷地 | （残存）外旭川字前谷地 |                                                           |
| 外旭川字松崎   | 平成9年10月1日         | 外旭川八幡田二丁目 そとあさひかわはちまんでんにちょうめ   |
| 外旭川字松崎   | 平成9年10月1日         | 外旭川八柳一丁目 そとあさひかわやつやなぎいっちょうめ     |
| 外旭川字松崎   | 平成9年10月1日         | 外旭川八柳二丁目 そとあさひかわやつやなぎにちょうめ       |
| 外旭川字松崎   | 平成9年10月1日         | 外旭川八柳三丁目 そとあさひかわやつやなぎさんちょうめ     |
| 外旭川字松崎   | （残存）外旭川字松崎   |                                                           |
| 外旭川字水口   | 平成10年10月1日        | 泉菅野一丁目 いずみすがのいっちょうめ                     |
| 外旭川字水口   | 平成11年10月1日        | 泉菅野一丁目 いずみすがのいっちょうめ                     |
| 外旭川字水口   | 平成10年10月1日        | 泉菅野二丁目 いずみすがのにちょうめ                       |
| 外旭川字水口   | （残存）外旭川字水口   |                                                           |
| 外旭川字向山   | 昭和43年8月1日         | 将軍野南四丁目 しょうぐんのみなみよんちょうめ             |
| 外旭川字向山   | 昭和43年8月1日         | 将軍野南五丁目 しょうぐんのみなみごちょうめ               |
| 外旭川字向山   | 昭和53年4月1日         | 将軍野向山 しょうぐんのむかいやま                         |
| 外旭川字四百刈 | 平成9年10月1日         | 外旭川八柳三丁目 そとあさひかわやつやなぎさんちょうめ     |
| 外旭川字四百刈 | （残存）外旭川字四百刈 |                                                           |

#### 変更がなかった地域
- 字家ノ前
- 字一ノ堰
- 字一本木
- 字大堤
- 字大樋
- 字大谷地
- 字潟堰下
- 字潟ノ前

- 字蒲沼
- 字神田
- 字木崎
- 字君ケ沢
- 字小谷地
- 字三ノ堰
- 字土手下
- 字鳥屋坂

- 字鳥谷場
- 字中谷地
- 字二ツ沼
- 字箒台
- 字待合
- 字万治沢
- 字南沢
- 字山崎

## 交通

### 鉄道
JR東日本奥羽本線が地区南部を横断しており、字水口、字八幡田、字在家、字田中と泉菅野一丁目、寺内字三千刈に跨って秋田貨物駅が設置されている。最寄りの旅客駅は泉菅野二丁目の泉外旭川駅。字大畑に外旭川駅前広場がある。
1966年（昭和41年）までは秋田市電が八柳の南西部を掠めるように通っており、現在の将軍野南四丁目にあたる草生津川岸に八柳停留場が設置されていた。

### バス
- 秋田中央交通
  - 系統206｜神田旭野線（秋田駅西口・外旭川市営住宅前発着）
    - （天徳寺前） - 外旭川駅前広場 - 天徳寺通り - 水口入口 - 八幡田一丁目 - 八幡田二丁目 - 八柳二丁目 - 卸売市場入口 - 八柳三丁目 - 外旭川病院前 - 旭野団地 - 外旭川市営住宅前 - 外旭川集会所前 - 外旭川市営住宅回転地

  - 系統207｜神田旭野線（秋田駅西口・秋田厚生医療センター前発着）
    - （天徳寺前） - 外旭川駅前広場 - 天徳寺通り - 水口入口 - 八幡田一丁目 - 八幡田二丁目 - 八柳二丁目 - 卸売市場入口 - 八柳三丁目 - 外旭川病院前 - 旭野団地 - 外旭川市営住宅前 - 外旭川集会所前 - 外旭川市営住宅回転地 - 外旭川市営住宅前 - （秋田厚生医療センター前）

  - 系統209｜神田旭野線（秋田駅西口・秋田厚生医療センター前発着、外旭川中谷地経由） - 平日のみ
    - （天徳寺前） - 外旭川駅前広場 - 天徳寺通り - 水口入口 - 八幡田一丁目 - 八幡田二丁目 - 八柳二丁目 - 卸売市場入口 - 八柳三丁目 - 外旭川病院前 - 旭野団地 - 外旭川市営住宅前 - 外旭川集会所前 - 外旭川市営住宅回転地 - 外旭川市営住宅前 - 外旭川中谷地 - （秋田厚生医療センター前）

#### かつてあった路線・バス停
二重括弧内は地域内の別路線で現存するバス停。
- 系統201｜神田土崎線（秋田駅西口・土崎駅前発着） - 2019年10月1日廃止
  - （天徳寺前） - 水口 - 斎場入口 - 梶の目 - 笹岡入口 - 神田 - 吉学寺入口 - ((八柳二丁目 - 卸売市場入口 - 八柳三丁目 - 外旭川病院前)) - 鳥谷場 -
- 系統202｜神田旭野線（秋田駅西口・外旭川市営住宅回転地発着） - 2017年廃止
- 系統204｜神田旭野線（臨海営業所前・外旭川市営住宅回転地発着） - 2019年10月1日廃止
  - （天徳寺前）  - 水口 - 斎場入口 - 梶の目 - 笹岡入口 - 神田 - 吉学寺入口 - ((八柳二丁目 - 卸売市場入口 - 八柳三丁目 - 外旭川病院前 - 旭野団地 - 外旭川市営住宅前 - 外旭川集会所前 - 外旭川市営住宅回転地))
- 系統203｜神田旭野線（秋田駅西口・秋田厚生医療センター前発着） - 2019年10月1日廃止
  - （天徳寺前）  - 水口 - 斎場入口 - 梶の目 - 笹岡入口 - 神田 - 吉学寺入口 - ((八柳二丁目 - 卸売市場入口 - 八柳三丁目 - 外旭川病院前 - 旭野団地 - 外旭川市営住宅前)) - （秋田厚生医療センター前）
- 系統205｜神田東口線（外旭川市営住宅回転地発秋田駅東口行） - 2019年10月1日廃止
  - ((外旭川市営住宅回転地 - 外旭川市営住宅前 - 旭野団地 - 外旭川病院前 - 八柳三丁目 - 卸売市場入口 - 八柳二丁目)) - 吉学寺入口 - 神田 - 笹岡入口 - 梶の目 - 斎場入口 - 水口 - （天徳寺前）

### 道路
- 秋田自動車道（字万治沢、字二ツ沼を通過。IC、PA・SA等の施設は無し）
- 秋田県道56号秋田天王線
- 秋田県道72号秋田北インター線
  - 外旭川アンパス
- 秋田県道233号土崎港秋田線
- 都市計画道路横山金足線（秋田県道41号秋田昭和線の旧支線）
- 秋田市道四ッ屋笹岡線
- 秋田市道外旭川上新城線
- 秋田市道外旭川飯島線
- 秋田市道泉外旭川線
- 秋田市道八橋外旭川線
- 秋田市道中央市場１号線
- 秋田市道東上谷地大袋線
- 秋田市道八幡田地下道線
  - 八幡田地下道
- 秋田市道外旭川木崎三ノ堰線
- 秋田市道松崎三嶽根線

## 教育

### 施設
- 秋田市立外旭川中学校
- 秋田市立外旭川小学校
- 外旭川わんわんこども園
- こどものいえ保育園
- 豆の木保育園
- さくらんぼ保育園

### 学区
下記以外の地域が秋田市立外旭川小学校・秋田市立外旭川中学校の学区になっている。
- 字三千刈と字八幡田、字水口の一部地域は秋田市立寺内小学校・秋田市立泉中学校の学区になっている。
- 字大谷地、字潟堰下、字潟ノ前と字前谷地の一部地域は秋田市立飯島南小学校・秋田市立飯島中学校の学区になっている。
- 字野村の一部地域は秋田市立高清水小学校・秋田市立将軍野中学校の学区になっている。

なお、字大谷地は秋田市立外旭川小学校・秋田市立外旭川中学校への指定変更許可地域になっている。

## 施設

### 外旭川八幡田

#### 一丁目
- 外旭川地域運動広場
- 外旭川吉学寺街区公園
- 八幡田公民館
- ひもり内科消化器科クリニック
- たんぽぽ歯科クリニック
- 照井治療院
- ファミリーマート外旭川店

### 外旭川八柳

#### 一丁目
- 南吉学寺集会所

#### 二丁目
- 外旭川在家街区公園
- セブンイレブン秋田外旭川八柳2丁目店

#### 三丁目
- 八柳神明神社
- 秋田臨港警察署外旭川交番
- 石沢歯科医院
- マルハン外旭川店
- 秋田銀行外旭川支店
- ローソン秋田外旭川八柳店

### 字家ノ前
- 八幡神社
- 笹岡公民館

### 字一本木
- 青龍神社
- 秋印本社
  - 秋印秋田北インター営業所
- 横手水産

### 字大畑
- 外旭川駅前広場
- 平和公園町内公民館
- 秋田魁新報泉販売所

### 字大谷地
- 西松屋秋田外旭川店
- プロノ秋田外旭川店
- くら寿司秋田外旭川店
- ファミリーマート秋田外旭川大谷地店
- みのり町公民館

### 字梶ノ目
- 秋田市立外旭川中学校
- 秋田市立外旭川小学校
- 外旭川わんわんこども園
- 梶ノ目公民館
- 梶ノ目第一町内会館
- 外旭川連合公民館
- JA新あきた低温倉庫
- JA新あきたデイサービスセンター
- 外旭川地域包括支援センターコネクト

### 字神田
- 外旭川神田街区公園
- 神田第二街区公園
- 上通公民館
- インマヌエル秋田キリスト教会
- 介護老人保健施設千秋苑

### 字小谷地
- サンフェスタ
  - グランマート外旭川店
  - しまむら外旭川店
  - 薬王堂秋田外旭川店
  - セリアサンフェスタ秋田外旭川店
  - ファミリーマート秋田北インター通り店
  - 眼鏡市場サンフェスタ外旭川店
  - 南部屋敷外旭川店
  - ナガハマコーヒー外旭川店
- ツルハドラッグ外旭川店
- 日本コムシス秋田支店
- 北インター歯科クリニック

### 字三後田
- 外旭川病院
- 介護付有料老人ホームグリーン
- こどものいえ保育園
- 豆の木保育園
- ナイス外旭川店
- ENEOS富士鉱油エル外旭川サービスステーション

### 字三千刈
- 三千刈東会館
- 秋田銀行文書センター
- 日本食研秋田支店
- 秋田電気工事協同組合会館

### 字三ノ堰
- 笹岡集落排水処理場
- グリーンヒルゴルフ練習場

### 字神宮田
- かえで治療院

### 字堂ノ前
- 若宮八幡神社
- 愛宕神社
- 東北冷凍販売

### 字鳥谷場
- 外旭川集会所
- 外旭川市営住宅
- 外旭川老人デイサービスセンター
- 市場西第一街区公園
- 市場西第二街区公園
- 市場西第三街区公園
- 秋田市下水道旭川ポンプ場

### 字中谷地
- 外旭川サテライトクリニック
- いしやま内科腎クリニック
- 国際石油開発帝石外旭川プラント
- バースデイ外旭川店
- MQRESORT外旭川店

### 字野村
- すずのき犬猫病院
- 秋田ペット美容学院
- ピザーラ土崎店
- 森林サポート21秋田支所

### 字八幡田
- 秋田貨物駅（字水口に跨る。駅事務所は泉菅野一丁目にある）
- 土崎消防署外旭川出張所
- 木曽医院
- とおる歯科医院
- 平和新町町内会館
- うえたストア外旭川店

### 字前谷地
- さくらんぼ保育園
- 四ツ屋神明神社
- 前谷地近隣公園（字大谷地に跨る）
- はまなす歯科クリニック
- 設楽産婦人科内科クリニック

### 字待合
- 秋田市公設地方卸売市場
- Aコープ北東北秋田支社
  - Aコープ北東北秋田支店食材センター
  - JA新あきたライフサービス食材センター
- いなば内科胃腸科クリニック
- B-GAL外旭川店

### 字松崎
- かわぐち整骨院
- 北都銀行外旭川支店

### 字南沢
- 南沢公民館

### 字水口
- 秋田運送
- マスプロ電工秋田営業所
- セリア秋田外旭川店
- ローソン秋田外旭川天徳寺通店

### 字山崎
- 白幡神社
- 秋田イエス之御霊教会
- 水口公民館
- 秋田市斎場
- 平和公園墓地（泉字五庵山、濁川字堀尾田に跨る）

### 字四百刈
- 秋田外旭川郵便局
- 外旭川地区コミュニティセンター
- アルファシステム本社・秋田支社
- 富士鉱油秋田配送センター
- スーパードラッグアサヒ外旭川店
- シャトレーゼ秋田外旭川店

### かつてあった施設

#### 字大畑
- 歯科平和公園クリニック

#### 字野村
- ブライダルスペースマリエ外旭川店

## 著名出身者
- 小野花子 (民謡歌手)